# Alan Andrew Watson
Pour les articles homonymes, voir Watson.
Alan Andrew Watson, FRS, (né le 26 septembre 1938 à Édimbourg) est physicien et professeur émérite à l'Université de Leeds, en Angleterre.

## Éducation
Watson fait ses études à l'Université d'Édimbourg (BSc 1960 première classe avec mention en physique) et obtient un doctorat en 1964 pour sa thèse sur la physique de la condensation de la vapeur d'eau : examen et exploitation possible de certaines caractéristiques inexplorées dans le fonctionnement de chambres à nuages à haute pression. Ses principaux domaines d'intérêt sont les rayons cosmiques à haute énergie, les rayons gamma à ultra haute énergie et l'astrophysique à haute énergie.

## Carrière
Watson est professeur de physique à l'Université de Leeds depuis 1984, après y avoir été lecteur en physique cosmique des particules, et prend sa retraite en 2003 avec le titre de professeur émérite.
Watson joue un rôle déterminant dans la création de l'Observatoire Pierre-Auger en Argentine (commencé en 1999), qui rassemble les données qui conduisent à des découvertes majeures en astronomie cosmique. L'Observatoire couvre une superficie de 3 000 km2 avec 1600 détecteurs de particules placés chacun à 1,5 km d'intervalle. Watson est le porte-parole de la l'observatoire Pierre Auger et reçoit ensuite le titre de porte-parole émérite.
Watson est élu membre de la Royal Society (FRS) en 2000.
Il reçoit la médaille et le prix de l'Institut de physique Michael Faraday en 2011.